# Holotrichia brevispina
Holotrichia brevispina är en skalbaggsart som beskrevs av Zhang 1964. Holotrichia brevispina ingår i släktet Holotrichia och familjen Melolonthidae. Inga underarter finns listade i Catalogue of Life.